# Seznam ukrajinskih tenisačev
Seznam ukrajinskih tenisačev.

## B
- Katerina Baindl
- Julija Bejgelzimer
- Aljona Bondarenko
- Katerina Bondarenko

## C
- Lesja Curenko

## D
- Aleksander Dolgopolov

## F
- Mihail Filima

## J
- Dajana Jastremska

## K
- Angelina Kalinina
- Veronika Kapšaj
- Ljudmila Kičenok
- Nadja Kičenok (Nadija Kičenok)
- Oleksandra Korašvili
- Marija Koritceva
- Marta Kostjuk
- Katerina Kozlova

## L
- Oksana Ljubcova
- Tatjana Lužanska

## M
- Vladislav Manafov
- Ilja Marčenko
- Andrej Medvedjev

## P
- Tatjana Perebijnis

## S
- Olga Savčuk
- Sergej Stahovski
- Valerija Strahova
- Elina Svitolina

## Š
- Angelina Šahrajčuk

## T
- Elena Tatarkova
- Orest Tereščuk

## U
- Vadim Ursu

## Z
- Katarina Zavacka